# Flatomorpha robusta
Flatomorpha robusta är en insektsart som beskrevs av Medler 1996. Flatomorpha robusta ingår i släktet Flatomorpha och familjen Flatidae. Inga underarter finns listade i Catalogue of Life.